# Anthony L. Turkevich
Anthony Leonid Turkevich (* 23. Juli 1916 in Manhattan, New York City; † 7. September 2002 in Lexington, Virginia) war ein US-amerikanischer Radiochemiker. Ihm gelang es als erstem, mit Hilfe eines Alpha Scattering Spectrometers während der Mission von Surveyor 5 im Jahre 1967 die Zusammensetzung der Mondoberfläche zu bestimmen.

## Leben
Anthony L. Turkevich wurde als eines von drei Kindern des späteren Metropoliten der russisch-orthodoxen Kirche in Nordamerika, Leonty Turkevich, im Haus des damaligen Bischofs bei der russisch-orthodoxen Kathedrale St. Nicholas an der East 97th Street geboren. Sein Chemiestudium am Dartmouth College schloss er 1937 mit einem Bachelor ab. Er wechselte an die Princeton University, wo er 1940 in diesem Fach mit einer Arbeit über Strukturen kleiner Moleküle bei J. Y. Beach promovierte.
Während des Zweiten Weltkrieges arbeitete er im Rahmen des Manhattan-Projektes zur Gasdiffusion und an der Messung des radioaktiven Fallouts. Seine Vorhersage der Sprengkraft der auf Hiroshima abgeworfenen Atombombe Little Boy war die genaueste. Nach dem Krieg ergab sich aus seinen zusammen mit Nicholas Metropolis und Stanley Frankel auf dem ENIAC durchgeführten Berechnungen, dass eine Wasserstoffbombe herstellbar sei. Neben seiner weiteren Beteiligung an der Entwicklung von Kernwaffen in Los Alamos und auf dem Eniwetok-Atoll leitete er geheime Untersuchungen über den Fortschritt, den die Sowjetunion auf dem Gebiet der Nukleartechnik machte. Er entwickelte ein Verfahren zur Messung der weltweiten Ausbreitung von Gasen. 1950 berechnete er zusammen mit Enrico Fermi die Elemente, die beim Urknall entstanden sein müssten. Von 1946 bis zu seiner Emeritierung im Jahr 1986 lehrte er an der University of Chicago. In den Jahren 1958 und 1959 nahm er als Teilnehmer der amerikanischen Delegation an den Genfer Konferenzen teil, die sich um ein Moratorium für die Kernwaffenversuche bemühten.
Vor der Mondlandung von Apollo 11 startete die NASA mehrere unbemannte Mondsonden zur Erkundung der Mondoberfläche. An Bord von Surveyor 5, die am 11. September 1967 im späteren Landegebiet von Apollo 11, dem Mare Tranquillitatis, niederging, befand sich ein von Turkevich entwickeltes Alpha Scattering Spectrometer. Dieser Kasten von etwa 15 cm Kantenlänge wurde auf die Mondoberfläche abgesenkt und bestrahlte die Mondoberfläche mit subatomaren Partikeln aus Kapseln mit dem radioaktiven Element Curium. Auf Grund der Beobachtung, wie diese Partikel von der Mondoberfläche gestreut wurden, schloss Turkevich mit seiner Mannschaft, dass die Mondoberfläche einem vulkanischen Basaltgestein mit einem hohen Anteil von Titan glich, wie es ähnlich am Hudson River  gefunden wurde. Auf Grund des hohen Titan-Anteils wurden die Ergebnisse zunächst allgemein in Zweifel gezogen, die Untersuchung der von der Apollo 11-Mission mitgebrachten Gesteinsproben bestätigte aber später Turkevichs Voraussagen. Zwei weitere Mondsonden, Surveyor 6 und Surveyor 7, waren mit einem vergleichbaren Spektrometer ausgerüstet und führten diese Untersuchungen im November 1967 und im Januar 1968 an anderen Landestellen durch.
Für die Missionen des Mars Pathfinder wurde das Alpha Scattering Spektrometer zu einem Alpha Proton X-Ray Spektrometer weiterentwickelt, das auf dem Mars vergleichbare Untersuchungen an Felsformationen mit Namen wie Scooby-Doo und Yogi durchführte. Damit ergab sich, dass die Marsoberfläche der Erdoberfläche in ihrer Zusammensetzung bis auf die unterschiedlich hohen Anteile der verschiedenen chemischen Elemente ähnelt. Vergleichbare Experimente werden auch an zukünftigen Marserkundungen beteiligt sein.
In einem weiteren Experiment konnte er am doppelten Beta-Zerfall von Uran-238 nachweisen, dass Neutrinos über eine gewisse Masse verfügen müssen.
Turkevich hinterließ seine Frau Ireene, die er im September 1948 geheiratet hatte, und mit der er einen Sohn, Leonid, und eine Tochter, Darya Carney, hatte.

## Ehrungen
1962 wurde Turkevich von der United States Atomic Energy Commission der E.O. Lawrence Memorial Award verliehen. 1967 wurde er in die National Academy of Sciences gewählt. Für seine Beiträge zur friedlichen Nutzung der Kernenergie wurde er am 14. Mai 1969 zusammen mit fünf weiteren Preisträgern mit dem Atoms for Peace Award ausgezeichnet. Ebenfalls 1969 wurde er in die American Academy of Arts and Sciences gewählt. 1971 wurde ihm der Ehrendoktor des Dartmouth College verliehen, 1972 erhielt er den Award for Nuclear Applications der American Chemical Society und 1988 den Boris Pregel Award der New York Academy of Sciences. Darüber hinaus war er gewähltes Mitglied der American Academy of Arts and Sciences und Fellow der American Physical Society.